# Isolepis alpina
Isolepis alpina là loài thực vật có hoa trong họ Cói. Loài này được Hook.f. mô tả khoa học đầu tiên năm 1858.